# Matthew Deane Chanthavanij
Matthew Deane Chanthavanij (tiếng Thái: แมทธิว ดีน ฉันทวานิช) (sinh ngày 29 tháng 8 năm 1978) là một diễn viên, ca sĩ, người dẫn chương trình Thái Lan.

## Tiểu sử
Matthew Dean là ca sĩ, diễn viên, người mẫu, và vận động viên quyền anh chuyên nghiệp chơi Muay Thai, sinh ra tại Úc thuộc gia đình lai Thái-Anh. Bố mẹ Dean gặp nhau ở Úc khi cả hai học trường đại học bên Úc. Khi còn nhỏ, Deane đã tới Thailand trong kỳ nghỉ hè nơi anh bắt đầu tập Muay Thai. Anh còn sở hữu đai đen Shoto-Kai Karate. Anh tốt nghiệp phổ thông tại Úc, và Đại học Rangsit tại Thái. Khi Dean kết thúc trung học, anh tới Thái để lập nghiệp. Khởi đầu xuất phát là người mẫu, sau đó là ca sĩ và diễn viên.
Sau khi diễn xuất, anh làm VJ cho MTV Thailand và bắt đầu làm MC Muay Thai. Anh bắt đầu dẫn Thai Fight nhưng dẫn thêm Kunlun, Super Muay Thai, và Petchyindee. Anh hiện tại làm bên đài True4U, đài thường phát sóng chương trình Mulay Thái hàng tuần.
Anh còn sở hữu phòng gym Khongsittha.
Anh kết hôn với ca sĩ, diễn viên Lydia Sarunrat Visutthithada. Hai người có con trai Dylan (2016) và con gái Demi (2019).
Ngày 13 tháng 3 năm 2020, anh tiết lộ anh bị nhiễm COVID-19 là ca nhiễm thứ 82 tại Thái Lan khiến cư dân mạng vô cùng sốc. Kết quả xét nghiệm là câu trả lời rõ ràng để chấm dứt những suy nghĩ rằng đó là một trò đùa. Qua đó anh cũng gửi đến tất cả mọi người lời khuyên rằng nếu ai đã tiếp xúc gần anh trong 3,4 ngày qua hãy thực hiện cách ly và đi xét nghiệm ngay. Đến ngày 16 tháng 3 năm 2020, kết quả xét nghiệm của nữ ca sĩ Lydia Sarunrat (vợ) cho thấy cô bị nhiễm Covid 19.

## Hoạt động

### Ca sĩ
- Code Love (Makers Head, GMM Grammy)
- Matthew's Climax (Makers Head, GMM Grammy)
- Club Love (Special Album) (Maker Head, GMM Grammy)
- MATTHEW MANIA (RS Promotion)

### Dẫn chương trình
- VJMTV Thailand
- Musica
- Mix Club
- Nanana Show
- Pop Up Live
- Show off numbers
- Super Muay Thai
- Super Champ Muay Thai
- Hoa hậu Hòa bình Quốc tế 2014
- Hoa hậu Hòa bình Quốc tế 2015
- Hoa hậu Hòa bình Quốc tế 2020
- Hoa hậu Hòa bình Quốc tế 2021
- Hoa hậu Hòa bình Quốc tế 2022
- Hoa hậu Hòa bình Quốc tế 2023

### Giám khảo
- The Next Gentleman (đêm chung kết)

### MV
- What is the song between us? By Lydia Saranrut Wisutithada
- Voices from the Heart - Maliwan
- Know - Peerapat Theraong

## Phim tham gia

### Phim điện ảnh
| Năm  | Phim  | Vai   | Đóng với                                                            |
| ---- | ----- | ----- | ------------------------------------------------------------------- |
| 2014 | Spell | Thana | Pramote Thianchaikerdsilp, Kreangsak Riantong, Wanida Termthanaporn |

### Phim truyền hình
| Năm  | Phim                                                          | Vai                     | Đóng với             | Đài         |
| ---- | ------------------------------------------------------------- | ----------------------- | -------------------- | ----------- |
| 2009 | นักสู้นอกสังเวียน                                                  | Anthony                 |                      | CH3         |
| 2009 | ราชินีจ้าวสังเวียน                                                 | Anthony                 |                      | CH5         |
| 2010 | Nak Ka Khon Ta Ngorn                                          | Ron                     |                      | CH7         |
| 2010 | Theppha But Maya, Theppha Jamlaeng                            | Waisi                   |                      | CH7         |
| 2010 | 7 Prachan Barn                                                | กล้า ตะลุมพุก              |                      | CH3         |
| 2011 | Sen Tai Salai Sode Tạm biệt tuổi độc thân                     | John                    | Puangtong Kannaporn  | CH7         |
| 2011 | Sao 5 Tubtimsiam                                              | Stephen                 |                      | CH7         |
| 2012 | Rak Ork Akard Tình yêu gợn sóng                               | Matthew                 | Napatsorn Chauykird  | CH3         |
| 2012 | Chun Ruk Tur Na Em yêu anh                                    | Sangwan / Si Sangwon    |                      | CH7         |
| 2012 | Tanai Sea Ruk                                                 | Duke                    |                      | CH7         |
| 2012 | Haunting Secret                                               | Barry                   |                      | CH3         |
| 2013 | Pan Rai Phai Ruk Cạm bẫy thiên thần                           | Rut                     |                      | CH3         |
| 2013 | Yommaban Chao Kha                                             | Krit                    |                      | CH7         |
| 2013 | Kongroi Krathalek                                             | Sichon                  |                      | CH3         |
| 2013 | Chart Chaopraya                                               | Phitsadan               |                      | CH3         |
| 2013 | Wimarn Mapraw                                                 | Yo                      |                      | CH7         |
| 2014 | Cup Cake Love Overflow Cream                                  | Pete                    |                      | CH9         |
| 2014 | Jao Sao Salatan Cô dâu hoàn hảo                               | Pracha                  |                      | CH7         |
| 2014 | Look Poochai Pan Dee                                          | Chalarm                 |                      | CH7         |
| 2014 | Anintita Anintita: Lửa tình bất diệt                          | Krailat / Racha         | Pitchaya Chaowalit   | CH5         |
| 2014 | Sandy: The Series                                             | Willy                   |                      | True4u      |
| 2015 | Singh See Quare                                               | Phitsadan               |                      | CH3         |
| 2015 | Hua Jai Patapee Trái tim của đất                              | Am                      |                      | CH3         |
| 2015 | Lueam Salub Lai Sự chuyển mình hoa lệ                         | Sok                     |                      | CH7         |
| 2016 | Na Gahk Nangek Mặt nạ nữ chính                                | Chris                   |                      | WorkpointTV |
| 2017 | Paragit Likhit Huajai Vận mệnh trái tim                       | Palin                   |                      | OneHD       |
| 2017 | Ra Raerng Fai Yêu trong cuồng hận                             | Kasin                   | Arisara Thongborisut | CH3         |
| 2018 | The Crown Princess Duyên trời định                            | Hoàng tử Wilhelm "Will" |                      | CH3         |
| 2019 | Sleepless Society: Nyctophobia Hội chứng Mất Ngủ: Nyctophobia | Pete                    | Chermarn Boonyasak   | OneHD       |
| 2022 | Raan Dok Ngiew Bông hoa dục vọng                              | Panlue                  |                      | CH8         |